# Aedes loi
Aedes loi är en tvåvingeart som beskrevs av Lien 1968. Aedes loi ingår i släktet Aedes och familjen stickmyggor.
Artens utbredningsområde är Taiwan. Inga underarter finns listade i Catalogue of Life.